# Sâmbureşti
Sâmbureşti é uma comuna romena localizada no distrito de Olt, na região de Oltênia. A comuna possui uma área de 30.73 km² e sua população era de 1296 habitantes segundo o censo de 2007.